# Олейте (Канзас)
Олейте (англ. Olathe) — місто (англ. city) в США, в окрузі Джонсон штату Канзас. Населення — 141 290 осіб (2020).

## Географія
Олейте розташований за координатами 38°53′3″ пн. ш. 94°49′8″ зх. д. / 38.88417° пн. ш. 94.81889° зх. д. (38.884279, -94.818848). За даними Бюро перепису населення США в 2010 році місто мало площу 156,48 км², з яких 154,52 км² — суходіл та 1,96 км² — водойми.

### Клімат
| Клімат : Олейте       | Клімат : Олейте | Клімат : Олейте | Клімат : Олейте | Клімат : Олейте | Клімат : Олейте | Клімат : Олейте | Клімат : Олейте | Клімат : Олейте | Клімат : Олейте | Клімат : Олейте | Клімат : Олейте | Клімат : Олейте | Клімат : Олейте |
| Показник              | Січ.            | Лют.            | Бер.            | Квіт.           | Трав.           | Черв.           | Лип.            | Серп.           | Вер.            | Жовт.           | Лист.           | Груд.           | Рік             |
| Середній максимум, °C | 4,1             | 6,6             | 12,8            | 18,7            | 23,7            | 29,1            | 31,9            | 31,0            | 26,2            | 20,2            | 12,1            | 5,6             | 18,7            |
| Середній мінімум, °C  | −6,7            | −4,3            | 0,9             | 6,6             | 12,7            | 17,7            | 20,3            | 19,2            | 14,6            | 8,5             | 1,0             | −4,9            | 7,4             |
| --------------------- | --------------- | --------------- | --------------- | --------------- | --------------- | --------------- | --------------- | --------------- | --------------- | --------------- | --------------- | --------------- | --------------- |

## Демографія
Згідно з переписом 2010 року, у місті мешкали 125 872 особи в 44 507 домогосподарствах у складі 33 274 родин. Густота населення становила 804 особи/км². Було 46851 помешкання (299/км²).
Расовий склад населення:
| - 83,1 % — білих - 5,3 % — чорних або афроамериканців - 4,1 % — азіатів - 0,4 % — корінних американців - 0,1 % — вихідців з тихоокеанських островів - 4,1 % — осіб інших рас |

До двох чи більше рас належало 3,0 %. Частка іспаномовних становила 10,2 % від усіх жителів.
За віковим діапазоном населення розподілялося таким чином: 30,0 % — особи молодші 18 років, 62,8 % — особи у віці 18—64 років, 7,2 % — особи у віці 65 років та старші. Медіана віку мешканця становила 32,9 року. На 100 осіб жіночої статі у місті припадало 98,2 чоловіків; на 100 жінок у віці від 18 років та старших — 95,1 чоловіків також старших 18 років.
Середній дохід на одне домашнє господарство становив 92 323 долари США (медіана — 77 335), а середній дохід на одну сім'ю — 105 360 доларів (медіана — 91 935). Медіана доходів становила 60 593 долари для чоловіків та 41 682 долари для жінок. За межею бідності перебувало 6,9 % осіб, у тому числі 8,8 % дітей у віці до 18 років та 4,2 % осіб у віці 65 років та старших.
Цивільне працевлаштоване населення становило 70 175 осіб. Основні галузі зайнятості: освіта, охорона здоров'я та соціальна допомога — 22,4 %, науковці, спеціалісти, менеджери — 13,8 %, роздрібна торгівля — 10,6 %, виробництво — 9,2 %.

## Відомі люди
- Чарльз Роджерс (1904—1999) — американський актор і джазовий музикант.